# Houdain-lez-Bavay
Houdain-lez-Bavay é uma comuna francesa na região administrativa de Altos da França, no departamento do Norte. Estende-se por uma área de 12.18 km². Em 2010 a comuna tinha 893 habitantes (densidade: 73,3 hab./km²).